# Cantone di Le Sud-Gironde
Il Cantone di Le Sud-Gironde è una divisione amministrativa dell'arrondissement di Langon.
È stato costituito a seguito della riforma approvata con decreto del 20 febbraio 2014, che ha avuto attuazione dopo le elezioni dipartimentali del 2015.

## Composizione
Comprende i 50 comuni di:
- Aubiac
- Bazas
- Bernos-Beaulac
- Bieujac
- Birac
- Bommes
- Bourideys
- Captieux
- Castets-en-Dorthe
- Cauvignac
- Cazalis
- Cazats
- Cours-les-Bains
- Cudos
- Escaudes
- Fargues
- Gajac
- Gans
- Giscos
- Goualade
- Grignols
- Labescau
- Langon
- Lartigue
- Lavazan
- Léogeats
- Lerm-et-Musset
- Lignan-de-Bazas
- Lucmau
- Marimbault
- Marions
- Masseilles
- Mazères
- Le Nizan
- Noaillan
- Pompéjac
- Préchac
- Roaillan
- Saint-Côme
- Saint-Loubert
- Saint-Michel-de-Castelnau
- Saint-Pardon-de-Conques
- Saint-Pierre-de-Mons
- Sauternes
- Sauviac
- Sendets
- Sillas
- Toulenne
- Uzeste
- Villandraut